# Rhips anoxybiotica
Rhips anoxybiotica is een rondwormensoort uit de familie van de Chromadoridae. De wetenschappelijke naam van de soort is voor het eerst geldig gepubliceerd in 1985 door Jensen.